# فرانك كورني
فرانك كورني (بالإنجليزية: Frank Cornish)‏ هو لاعب كرة قدم أمريكية أمريكي، ولد في 24 سبتمبر 1967 في شيكاغو في الولايات المتحدة، وتوفي في 22 أغسطس 2008 في ساوثلايك في الولايات المتحدة.

## وصلات خارجية
- فرانك كورني على موقع مرجع كرة القدم المحترفة.كوم (الإنجليزية)